# Andersonia gracilis
Andersonia gracilis är en ljungväxtart som beskrevs av Dc. Andersonia gracilis ingår i släktet Andersonia och familjen ljungväxter. Inga underarter finns listade i Catalogue of Life.